# باريس-نايس 1971
باريس-نايس 1971 (بالإنجليزية: 1971 Paris–Nice)‏ هو سباق دراجات هوائية، وهو الموسم رقم 29 من السباق، وأقيم خلال الفترة 10 مارس 1971، وحتى 17 مارس 1971، وهو من نوع سباق المرحلة.
فاز فيه بالمركز الأول إيدي ميركس، وبالمركز الثاني غوستا بيترسون، وبالمركز الثالث خيسوس لويس أوكانيا.

## الفائزون
| الترتيب | الفائز             |
| ------- | ------------------ |
| الفائز  | إيدي ميركس         |
| الثاني  | غوستا بيترسون      |
| الثالث  | خيسوس لويس أوكانيا |